# Консервація родовищ
Консерва́ція родо́вищ — припинення діяльності гірничодобувного підприємства на невизначений термін з можливістю подальшого поновлення його роботи.